# Тейлор, Джереми (писатель)
Джереми (Иереми́я) Тейлор (англ. Jeremy Taylor; 15 августа 1613, Кембридж — 13 августа 1667, Лисберн) — английский англиканский священник, церковный деятель, епископ, духовный писатель

, проповедник.
Англиканский святой.

## Биография
В 1626—1634 годах учился в колледже Гонвилл-энд-Киз Кембриджского университета. Бакалавр искусств с 1630/1631 и магистр искусств с 1634 года.
Рукоположен в 1633 году.
После окончания в 1635 году Колледжа всех душ Оксфордского университета служил в качестве королевского капеллана Карла I и капеллана архиепископа Кентерберийского Уильяма Лода.
Некоторое время проповедовал в Соборе Святого Павла в Лондоне.

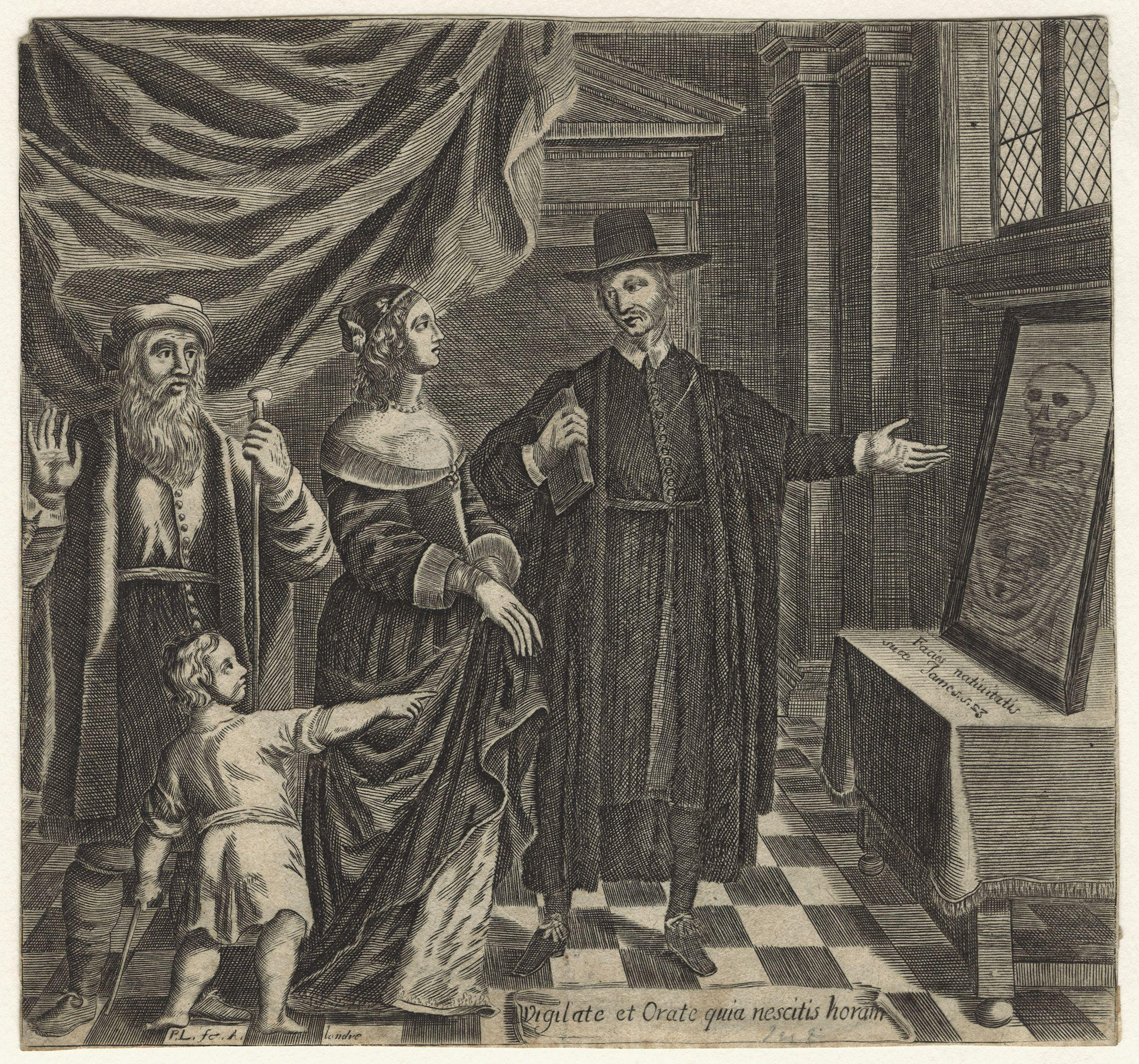
Джереми Тейлор с аллегорическими фигурами, представляющими молодость, зрелость и старость, Пьер Ломбар (1650)

В 1645 году, во время гражданской войны в Англии, после того, как Круглоголовые (сторонники парламента) штурмом взяли замок Кардиган, некоторое время находился в плену.
В 1661—1667 годах был епископом Дауна и Коннора, затем епископом Дроморским в Северной Ирландии. Был членом ирландского тайного совета и вице-канцлером университета Дублина.
Похоронен в Дроморском соборе.

## Творчество
Получил известность во время Протектората Кромвеля. Мастер проповеднического красноречия, повлиявший на прозу английского романтизма.
За поэтический стиль изложения сочинений, его часто называют одним из величайших прозаиков в английского языка.
Автор книг «Жизнь в святости» (1650), «Смерть в святости» (1651), сборника «Двадцать пять проповедей» («Eniauos», 1653).
Сочинения и проповеди Тейлора отличаются простотой языка и богатым воображением. Он давал советы для повседневной и духовной жизни, демонстрируя понимание человеческих слабостей и терпимость к другим взглядам, если они не противоречили основным принципам христианства.

## Избранная библиография
- A Discourse of the Liberty of Prophesying (1646)
- Apology for authorised and set forms of Liturgy against the Pretence of the Spirit (1649)
- Great Exemplar . . . a History of . . . Jesus Christ (1649)
- Twenty-seven Sermons (1651)
- Twenty-five Sermons (1653)
- The Rule and Exercises of Holy Living (1650)
- The Rule and Exercises of Holy Dying (1651)
- A controversial treatise on The Real Presence . . . (1654)
- Golden Grove; or a Manuall of daily prayers and letanies . . . (1655)
- Unum Necessarium (1655)
- Discourse of the Nature, Offices and Measures of Friendship (1657)
- Ductor Dubitantium, or the Rule of Conscience . . . (1660)
- The Worthy Communicant; or a Discourse of the Nature, Effects, and Blessings consequent to the worthy receiving of the Lords Supper… . . . (1660)

## Память
- Внесен в Календарь святых англиканской церкви и почитается 13 августа.

- Эта статья (раздел) содержит текст, взятый (переведённый) из одиннадцатого издания «Британской энциклопедии», перешедшего в общественное достояние.